# Forststyrelsen

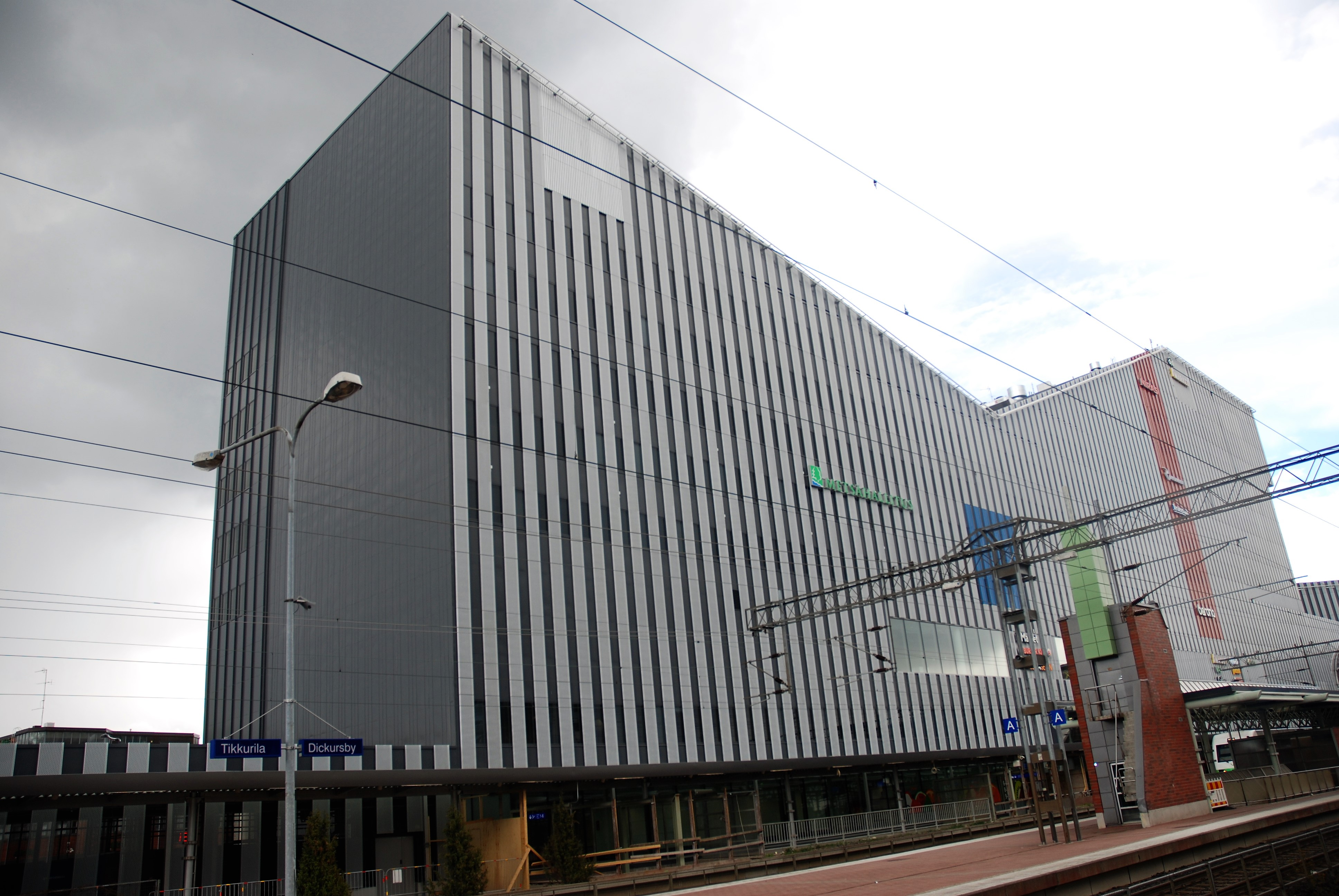
Forststyrelsens huvudkontor i Vanda

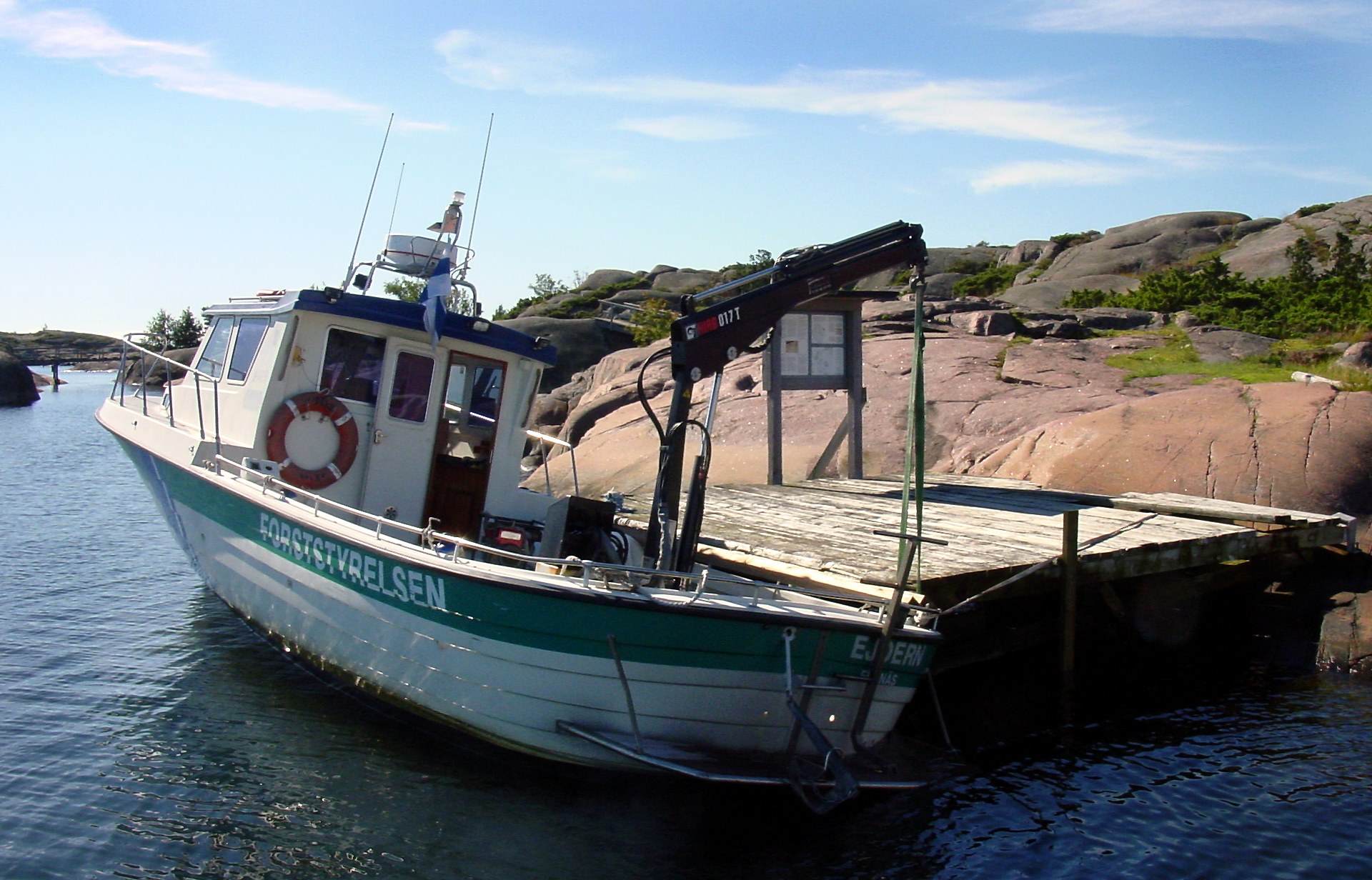
Forststyrelsen reparerar bryggan vid Gäddtarmen i Hangö

Forststyrelsen (finska: Metsähallitus/ samiska:  Meahciráđđehus) är ett finländskt statligt affärsverk som förvaltar drygt 12 miljoner hektar statsägda mark- och vattenområden. Dess verksamhet innefattar både affärsverksamhet och offentliga förvaltningsuppgifter. 
Forststyrelsen administrerar bland annat nationalparker i Finland och andra naturreservat på statlig mark, sammanlagt 9,1 miljoner hektar statlig mark och 3,4 miljoner hektar vattenområde. Av dessa är 3,9 miljoner hektar respektive 3,2 miljoner hektar naturvårdsområden. Sammanlagt finns 37 nationalparker, 19 naturreservat och omkring 500 andra naturvårdsområden samt 12 ödemarksområden.
Forststyrelsen grundades år 1859 som ett ämbetsverk för skogsskötsel.

## Webbplatsen Utinaturen
Utinaturen.fi är en webbplats som upprätthålls av forststyrelsen. Webbplatsen innehåller information som antas vara intressant vid friluftsliv, framförallt beskrivningar av nationalparker, ödemarksområden, naturskyddsområden, strövområden och andra utflyktsmål, men också till exempel goda råd för utfärderna. Tjänsten är avsedd för privatpersoner och får enligt användningsvillkoren inte användas till exempel för kommersiella ändamål, annat än med skriftligt tillstånd. Sidorna finns på finska, svenska, samiska och engelska.